# Gnophomyia neofraterna
Gnophomyia neofraterna är en tvåvingeart som beskrevs av Alexander 1950. Gnophomyia neofraterna ingår i släktet Gnophomyia och familjen småharkrankar. Inga underarter finns listade i Catalogue of Life.